# King's South Africa Medal
La King's South Africa Medal (in italiano: Medaglia del Re del Sud Africa) è una medaglia della campagna britannica assegnata a tutto il personale militare britannico e coloniale che prestò servizio nella Seconda Guerra Boera in Sud Africa.

## Istituzione
La quarta medaglia della campagna relativa alla Seconda Guerra Boera, e la seconda che poteva essere assegnata per il servizio in Sud Africa, la King's South Africa Medal fu istituita nel 1902 e fu la prima medaglia della campagna britannica istituita dal re Edoardo VII. I destinatari dovevano aver prestato servizio nel teatro di guerra tra il 1º gennaio 1902 e il 31 maggio 1902 e aver completato almeno 18 mesi di servizio nel conflitto, non necessariamente di seguito, prima però, del 1º giugno 1902.
La medaglia non è mai stata assegnata singolarmente, ma è stata sempre abbinata alla Queen's South Africa Medal.

## La Seconda Guerra Boera
La medaglia riconobbe il servizio nelle difficili ultime fasi della guerra e premiò coloro che, con il loro lungo servizio sul campo, portarono a buon fine la campagna. La scarsa logistica sulle linee di rifornimento, molto lunghe e rallentate dalle malattie, combinate con il dover combattere contro un nemico disciplinato e formato da eccellenti cavalieri e tiratori che avevano perfezionato la guerriglia, che resero questa la conquista di medaglia con fatica. Oltre agli uomini che spesso dovettero rinunciare a cose di base come cibo e acqua, la febbre enterica uccise diverse migliaia di persone e fu una perdita costante di manodopera. I registri delle vittime pubblicati arrivarono a oltre 50.000 nomi, mentre gli studi su pubblicazioni e rapporti contemporanei indicano la cifra effettiva di tutte le vittime, comprese quelle causate da malattie, a 97.000.

## Criteri di aggiudicazione

### La medaglia
La King's South Africa Medal fu assegnata solo a quelle truppe in servizio attivo nel 1902 e che avevano prestato servizio per almeno 18 mesi entro la fine della guerra, il 31 maggio 1902. Questo servizio non doveva essere per forza di continuo. Ad esempio, gli uomini invalidi fuori dal Sud Africa prima del gennaio 1902 ma che tornarono e prestarono servizio in qualsiasi momento tra gennaio 1902 e maggio 1902 ricevettero la medaglia, a condizione che avessero completato il servizio di qualificazione aggregato di 18 mesi.

## Fermagli
Sono stati assegnati due fermagli:
- "SOUTH AFRICA 1901" - Per il servizio in Sud Africa tra il 1 gennaio 1901 e il 31 dicembre 1901.

- "SOUTH AFRICA 1902" - Per il servizio in Sud Africa tra il 1 gennaio 1902 e il 31 maggio 1902.

Sebbene i criteri di qualificazione significassero che la maggior parte delle medaglie del Re del Sud Africa veniva assegnata con entrambi i fermagli, c'erano delle eccezioni. Coloro che prestarono servizio in Sud Africa ma se ne andarono nel 1900, ad esempio a causa delle ferite, e che tornarono nel 1902, avrebbero ricevuto la medaglia solo con il fermaglio del 1902, a condizione che avessero completato un totale di diciotto mesi di servizio.
Coloro che si qualificarono per i fermagli del 1901 e del 1902, ma non per la Medaglia del Re del Sud Africa, ricevettero i fermagli con la Medaglia della Regina del Sud Africa.

## Descrizione
La King's South Africa Medal è un disco d'argento, 38 millimetri di diametro e 3 millimetri di spessore.

### Recto
Il dritto mostra il re Edoardo VII, in uniforme da feldmaresciallo e rivolto a sinistra, con la leggenda "EDWARDVS VII REX IMPERATOR" attorno al perimetro superiore.

### Inversione
Il retro mostra la Britannia che tiene la Union Flag nella mano sinistra e una corona di alloro nella mano destra. Sullo sfondo a destra ci sono le truppe che marciano verso l'interno dalla costa. Sullo sfondo a sinistra ci sono due soldati, con il Tridente di Nettuno e lo scudo di Britannia a terra in primo piano. Intorno al perimetro superiore ci sono le parole "SUDAFRICA".

### Fermagli
I fermagli erano attaccati al nastrino e l'uno all'altro a catena a rulli con rivetti.

#### Nastro
Il nastro è largo 32 millimetri, con una banda verde larga 11 millimetri, una banda bianca larga 10 millimetri e una banda arancione larga 11 millimetri. Come spesso è stato fatto con le successive medaglie di campagna, i colori del nastro rappresentano quelli dei paesi in cui si è svolta la campagna, verde e bianco per la Repubblica Sudafricana e arancio e bianco per l'Orange Free State.

#### Denominazione
Il nome e i dettagli del destinatario erano impressi sul bordo della medaglia, con alcune medaglie da ufficiale incise.